# 今田萌
今田 萌（いまだ もえ、1997年5月8日 - ）は、日本の女優。福岡県糸島市出身。元LinQのメンバー。

## 略歴
主にコマーシャルや福岡県のキー局製作のドラマに出演していた。
本人の公式ホームページが無く、学業との両立もあってテレビの出演は少ない。このため、いつ頃から芸能活動をしていたのかを特定するのは困難だが、2006年には芸能活動をしていたことがはっきりしている。小学生時代に作られたプロフィールには、身長147cm、靴のサイズ23と記載されていた。2010年に作成されたプロフィールでは身長150cmと紹介されている(靴のサイズにはそのまま)。2012年のプロフィールでは身長153cmとなっている。
いとしまPR隊「Lovit's」の1期生として活動。
2012年2月11日、LinQに2期生として加入（瑞稀もえ名義）。LinQではQtyメンバーとして活動。
2012年10月、1stイメージDVD「もえぴーの夏休み！」をリリース。
2012年12月にヤングジャンプで開催されたサキドルエースSURVIVALにはLinQ代表として参加。
2014年6月23日、契約違反のためLinQを脱退した。
2016年頃にInstagramアカウントを開設。日常の写真を中心に時折、LinQ在籍時の同僚との写真も投稿している。
2018年から東京に居住
2020年から今田萌としての活動を再開した。
2020年11月11日 株式会社Lonicera設立、代表取締役に就任。
2021年1月20日にTwitterアカウントを開設した。同時期に、TikTokにも「前髪ちゅるげさん」の名称でアカウントを開設した。
2021年6月20日にYouTubeチャンネルを開設した。
2025年7月5日、古巣のアイドルグループLinQのライブにてOGが集結し、降板以来11年ぶりに一夜限りの参加。

## 人物
- 愛称: もえぴー
- 趣味: 走る事、なわとび、一輪車(好きなスポーツでもある)、体を動かすこと。

## 出演

### テレビドラマ
- 博多 はたおと (2008年12月12日、NHK福岡放送局製作) - 8歳の柴田春子 役
- 母さんへ(かかさんへ) (2009年12月11日福岡限定・2010年2月11日全国放送、NHK福岡放送局製作) - 加藤亜矢 役

上記の作品は、いずれもNHK福岡放送局製作の福岡発地域ドラマの作品。このうち、『母さんへ』では内向的な少女の役を演じた。

### 舞台
- 前途洋々 (2007年10月12・13・14日) - 子ども神3 役
- あぁ麗しのキャバレー銀世界(2008年11月4日・5日・6日・7日) - ラン 役
- 星になった青の龍 (2010年4月24・25日) - 水神 役

### 雑誌
- ヤングガンガン
  - （2013年8号） -瑞稀もえ名義
- ヤングジャンプ
  - （2013年2-3号） -瑞稀もえ名義
  - （2013年43号） -瑞稀もえ名義

### DVD
- 「もえぴーの夏休み！」（イーネットフロンティア、2012年10月19日、ENFD-5412） -瑞稀もえ名義

### CM
- ミルクック
- サンワ「図画工作」スチール(2006年)
- NHK「日本の、これから」(2007年)
- 広島ガスSIセンサーコンロ - コウケンテツと共演

### イベント
2010年4月6日、春の交通安全県民運動(4月6日 - 15日)開始に合わせ、糸島署の「一日警察署長」を務めた。その中で、パトロール隊の出発式に参加し、「糸島から交通事故が無くなるようパトロールしてください」と挨拶した。このとき現場にいた署員は白バイ隊を中心に約20人おり、挨拶の後「緊張した。中学校には自転車で通うので安全を心掛けたい」と話したという(西日本新聞、2010年4月7日付より引用)。